# Mandéens

Les Mandéens sont un groupe ethno-religieux originaire de la plaine alluviale du sud de la Mésopotamie, et dont la religion est le mandéisme. La guerre d'Irak de 2003 a considérablement diminué l'importance de ce groupe qui comptait alors entre 60 000 et 70 000 membres. La communauté s'est entre autres délocalisée en Iran, en Syrie ou en Jordanie.